# Anthony Wilding
Anthony Frederick Wilding, Tony Wilding (ur. 31 października 1883 w Christchurch, zm. 9 maja 1915 w Neuve-Chapelle) – nowozelandzki tenisista, zwycięzca Wimbledonu i mistrzostw Australii w grze pojedynczej i grze podwójnej, zdobywca Pucharu Davisa, medalista olimpijski.
Występy tenisowe Wilding łączył z pracą prawnika, od 1909 roku był obrońcą przy Sądzie Najwyższym Nowej Zelandii. W młodości uprawiał krykiet, był jeźdźcem, słynął z podróżowania na europejskie turnieje motocyklem i samochodem.
Wilding był autorem książki poświęconej tenisowi On the Court and Off. Publikacja ta cieszyła się popularnością m.in. w Japonii, przyczyniając się do powstania w krótkim czasie reprezentacji na Puchar Davisa tego kraju – wcześniej Japończycy preferowali zbliżoną dyscyplinę – soft tenis – w której używano gumowych piłek.
Krótko przed wybuchem I wojny światowej zdobył licencję pilota.
Został powołany do armii brytyjskiej i zginął na froncie francuskim wiosną 1915 roku.

## Kariera tenisowa
Do tenisa zachęcił go ojciec, który sam uprawiał krykiet. Rozwój talentu Wildinga nastąpił w czasie studiów prawniczych w Wielkiej Brytanii na University of Cambridge.
W 1905 roku debiutował we wspólnej reprezentacji Australii i Nowej Zelandii w Pucharze Davisa, rok później triumfował w mistrzostwach Nowej Zelandii oraz mistrzostwach Australii, pokonując w finale leworęcznego Francisa Fishera. Od 1905 regularnie uczestniczył w turnieju wimbledońskim, w 1910 roku odnosząc pierwsze zwycięstwo. W finale pokonał Arthura Gore’a. Przez kolejne lata pozostawał niepokonany na Wimbledonie, jako zwycięzca mając od razu gwarantowany udział w kolejnych finałach (challenge round). W 1911 roku jego finałowy przeciwnik Herbert Roper Barrett poddał mecz przy stanie 2:2 w setach, w 1912 roku Wilding ponownie pokonał Arthura Gore’a, w 1913 roku okazał się lepszy od Maurice’a McLoughlina. Dopiero w swoim ostatnim finale wimbledońskim w 1914 roku został pokonany przez Normana Brookesa.
Z Brookesem tworzył parę deblową, która wygrała Wimbledon w 1907 roku. W finale turnieju pretendentów (All Comers) gracze z Antypodów pokonali Bealsa Wrighta i Karla Behra, a ponieważ na starcie zabrakło mistrzów z poprzedniej edycji, Franka Riseleya i Sidneya Smitha, przypadło im końcowe zwycięstwo. Ich styl gry opierał się na urozmaiceniu gry, w której długie i mocne piłki przeplatały się z krótkimi i podciętymi. W 1908 roku Wilding pod nieobecność Brookesa wystąpił w parze z Josiahem Ritchiem, w finale All Comers pokonując w pięciu setach Arthura Gore’a i Herberta Ropera Barretta. Tym samym formalnie we właściwym finale (challenge round) Wilding z Ritchiem pokonał Brookesa i samego siebie. Sukces w parze z Ritchiem Wilding powtórzył w 1910 roku.
W 1911 roku w obronie tytułu deblowego na Wimbledonie przegrał w challenge round z Andrém Gobertem i Maxem Décugisem. Odzyskał tytuł deblowy w 1914 roku, ponownie z Brookesem, pokonując w finale Ropera Barretta i Charlesa Dixona. W tym samym roku Wilding był w finale jednej z pierwszych oficjalnych edycji wimbledońskiego miksta, ale w parze z Marguerite Broquedis przegrał z Ethel Larcombe i Jamesem Parkiem.
W 1909 roku ponownie zwyciężył w singlowych zawodach mistrzostw Australii, pokonując w finale Erniego Parkera. Wygrał w tym turnieju grę podwójną w 1906 roku (w parze z Rodneyem Heathem) i był w dalszych dwóch finałach debla (1908 z G. G. Sharpem i 1909 z Tomem Crooksem).
W 1904 roku, obok m.in. Normana Brookesa, był w gronie współzałożycieli Stowarzyszenia Tenisowego Australazji (federacje australijska i nowozelandzka pozostały wspólne do 1922 roku). Reprezentował Australazję w Pucharze Davisa w latach 1905–1909, przyczyniając się do zdobycia trofeum w 1907 roku i następnie utrzymania go w kolejnych dwóch edycjach. Powrócił do zespołu narodowego w 1914 roku w finale pokonując Amerykanina Richarda N. Williamsa oraz w deblu z Brookesem Toma Bundy’ego i Maurice’a McLoughlina. Wobec zwycięstwa Brookesa nad Williamsem porażka Wildinga z McLoughlinem na zakończenie finału nie miała już znaczenia. Wygrał 21 z 30 meczów rozegranych w Pucharze Davisa.
W 1912 roku Wilding zdobył brązowy medal olimpijski w grze pojedynczej w hali na igrzyskach olimpijskich w Sztokholmie.
Praworęczny Wilding jest uważany za jednego z pierwszych tenisistów o statusie gwiazdy sportowej. Jego mecze na Wimbledonie wzbudzały zainteresowanie, m.in. w czasie finału Wildinga z McLoughlinem w 1913 roku musiało dojść do interwencji policji wobec naporu publiczności na kort centralny. Wilding skutecznie grał w ataku, ale preferował grę z głębi kortu.
W 1978 roku nazwisko Wildinga wpisano do Międzynarodowej Tenisowej Galerii Sławy.

### Finały w turniejach wielkoszlemowych

#### Gra pojedyncza (6–1)
| Końcowy wynik | Nr | Data | Turniej                                  | Nawierzchnia | Przeciwnik            | Wynik finału              |
| ------------- | -- | ---- | ---------------------------------------- | ------------ | --------------------- | ------------------------- |
| Zwycięzca     | 1. | 1906 | Australasian Championships, Christchurch | Trawiasta    | Francis Fisher        | 6:0, 6:4, 6:4             |
| Zwycięzca     | 2. | 1909 | Australasian Championships, Perth        | Trawiasta    | Ernie Parker          | 6:1, 7:5, 6:2             |
| Zwycięzca     | 3. | 1910 | Wimbledon, Londyn                        | Trawiasta    | Arthur Gore           | 6:4, 7:5, 4:6, 6:2        |
| Zwycięzca     | 4. | 1911 | Wimbledon, Londyn                        | Trawiasta    | Herbert Roper Barrett | 6:4, 4:6, 2:6, 6:2, krecz |
| Zwycięzca     | 5. | 1912 | Wimbledon, Londyn                        | Trawiasta    | Arthur Gore           | 6:4, 6:4, 4:6, 6:4        |
| Zwycięzca     | 6. | 1913 | Wimbledon, Londyn                        | Trawiasta    | Maurice McLoughlin    | 8:6, 6:3, 10:8            |
| Finalista     | 1. | 1914 | Wimbledon, Londyn                        | Trawiasta    | Norman Brookes        | 4:6, 4:6, 5:7             |

#### Gra podwójna (5–3)
| Końcowy wynik | Nr | Data | Turniej                                  | Nawierzchnia | Partner            | Przeciwnicy                         | Wynik finału            |
| ------------- | -- | ---- | ---------------------------------------- | ------------ | ------------------ | ----------------------------------- | ----------------------- |
| Zwycięzca     | 1. | 1906 | Australasian Championships, Christchurch | Trawiasta    | Rodney Heath       | Cecil Cleve Cox Harry Parker        | 6:2, 6:4, 6:2           |
| Zwycięzca     | 2. | 1907 | Wimbledon, Londyn                        | Trawiasta    | Norman Brookes     | Karl Behr Beals Wright              | 6:4, 6:4, 6:2           |
| Zwycięzca     | 3. | 1908 | Wimbledon, Londyn                        | Trawiasta    | Josiah Ritchie     | Arthur Gore Herbert Roper Barrett   | 6:1, 6:2, 1:6, 9:7      |
| Finalista     | 1. | 1908 | Australasian Championships, Sydney       | Trawiasta    | Granville G. Sharp | Fred Alexander Alfred Dunlop        | 3:6, 2:6, 1:6           |
| Finalista     | 2. | 1909 | Australasian Championships, Perth        | Trawiasta    | Tom Crooks         | J. Keane Ernie Parker               | 6:1, 1:6, 1:6, 7:9      |
| Zwycięzca     | 4. | 1910 | Wimbledon, Londyn                        | Trawiasta    | Josiah Ritchie     | Arthur Gore Herbert Roper Barrett   | 6:1, 6:1, 6:2           |
| Finalista     | 3. | 1911 | Wimbledon, Londyn                        | Trawiasta    | Josiah Ritchie     | Max Décugis André Gobert            | 7:9, 7:5, 3:6, 6:2, 2:6 |
| Zwycięzca     | 5. | 1914 | Wimbledon, Londyn                        | Trawiasta    | Norman Brookes     | Charles Dixon Herbert Roper Barrett | 6:1, 6:1, 5:7, 8:6      |

#### Gra mieszana (0–1)
| Końcowy wynik | Nr | Data | Turniej           | Nawierzchnia | Partnerka            | Przeciwnicy                        | Wynik finału  |
| ------------- | -- | ---- | ----------------- | ------------ | -------------------- | ---------------------------------- | ------------- |
| Finalista     | 1. | 1914 | Wimbledon, Londyn | Trawiasta    | Marguerite Broquedis | Ethel Thomson Larcombe James Parke | 6:4, 4:6, 2:6 |